# Денерис Таргариен
Денерис Таргериън е литературен герой от поредицата на Джордж Р. Р. Мартин Песен за огън и лед, както и в телевизионната адаптация Игра на тронове, където ролята се играе от актрисата Емилия Кларк. Както в поредицата от книги, така и във филмовия сериал, тя е главен образ. Критиката я намира за едно от най-изящните творения на автора, а според „Ню Йорк Таймс“ е най-популярният образ от новелата и сериала.
В представения през 1996 година роман „Игра на тронове“, Денерис (заедно с брат си Визерис) е представена като един от последните известни членове на семейство Таргериен, които до петнадесет години преди събитията от първия роман, управлявали от Железния трон в продължение на около триста години. Впоследствие образът на Денерис се появява в романите „Сблъсък на крале“ (1998) и „Вихър от мечове“ (2000). Денерис е един от главните образи, които не взимат участие в излезлия през 2005 година „Пир за врани“, но се завръща в последвалия през 2005 година „Танц с дракони“.
В началото на историята тя е младо момиче в младите си тийнейджърски години, което живее на Есос отвъд Тясно море. Не познавайки живот, различен от този на изгнаник, тя остава зависима от своя по-голям брат Визерис. Плахото и кротко момиче е сгодено за вожда на народа на Дотраките – Хал Дрого, за да подсигури армия за своя брат Визерис, необходима за неговото завръщане във Вестерос и превземането на Железния трон. Въпреки крехкия ѝ характер, Визерис губи контрол над нея. Тя се адаптира към живота с племето на Дотраките и се развива като силна, уверена и смела жена. Тя се превръща в наследник на династията на Таргериен и след смъртта на брат си планира да превземе Железния трон, който смята за свое наследство.

## Биография
Денерис е единствената дъщеря и най-малкото дете на крал Ерис II Таргариен, „Лудият крал“ и неговата съпруга, Рхаела. Баща ѝ умира, убит от Джайм Ланистър при обсадата на Кралски чертог, преди Денерис да бъде родена.
Узурпаторът Робърт Баратеон се е утвърдил като крал, след като е победил Ерис в завоеванието, известно като Бунта на Робърт. Бременната ѝ майка и брат ѝ Визерис избягали на остров Драконов камък, домът на Таргариен, за да се спасят от Робърт.
Братът на Дани, Регар Таргариен, е убит във войната от Робърт. Бойци на Ланистър (Грегор Клегейн – Планината) убиват съпругата на Регар – Елия Мартел и техните деца.
В нощта, когато се е родила Денерис в „Драконов камък“, бушува „най-мощната буря някога“. Това е причината да я наричат Денерис, родената в буря. Майка ѝ умира скоро след раждането, оставяйки нея и брат ѝ сираци. Като бебе тя е изпратена в изгнание в Свободните градове заедно с брат ѝ Визерис от лоялни привърженици, между които и сър Уилям Дари.
За седемнадесет години (в книгите тринадесет), тя е под грижите на Визерис, от който се бои, защото я малтретира всеки път, когато откаже да се подчини. В замяна на армия, Визерис я омъжва за могъщия вожд на Дотраките, Хал Дрого, което я прави Халееси, кралица на Дотраките. Един от сватбените подаръци, които тя получава, са три драконови яйца.
Постепенно Денерис свиква с живота на Дотраките, научава езика им и се влюбва в новия си съпруг, който освен всичко е умен лидер и изключителен войн. Скоро двамата разбират, че ще имат дете.
Докато Денерис е бременна, Дрого заболява от инфекция след двубой с друг Дотраки. Денерис е принудена да търси помощ от лечителката Мири Маз Дуур, за да спаси живота му чрез магия. Мири използва живота на нероденото дете като жертва, за да излекува Дрого, но въпреки това и Дрого, и детето загиват.
Повратен момент в сериала е влизането на Денерис в кладата, в която е изгорено тялото на Дрого. Тя взима със себе си и трите драконови яйца. За учудване на дотраките сър Джора Мормон, в края на нощта Денерис излиза от пепелта невредима, а заедно с нея и три новоизлюпени дракона – Дрогон (кръстен на съпруга ѝ – Дрого), Визерион (кръстен на брат ѝ – Визерис) и Регал (кръстен на другия ѝ брат – Регар). Това я прави първата жена – лидер на Дотраките.
Следват обаче трудни времена за нея и народът, който тя предвожда. Изгубени в пустинята, голяма част от войниците ѝ умират. С последни сили те достигат до града Карт, където им предстоят нови изпитания.
В седмия сезон най-накрая тя се запознава с другия главен герой – Джон Сноу (Крал на Севера), в когото впоследствие се влюбва. Заедно с драконите си тя помага на Краля на Севера да унищожи Краля на Нощта. След победата ѝ остава само едно – да превземе Кралски чертог и да седне на Трона. Денерис успява да изпълни своята закана, а именно да счупи колелото на корупцията и неправдата, като става причина за създаването на нов и по-хубав свят, без жестокост и насилие. Но цената, която плаща, е прекалено висока, а именно смъртта на хиляди невинни и нейната собствена. Тя се превръща в това, в което се е страхувала най-много – в Лудата кралица, дъщеря на Лудия крал. Убита е от Джон Сноу.